# بطرانة
بطرانة  قرية سوريّة تتبع إداريّاً لمحافظة حلب منطقة جبل سمعان ناحية تل الضمان، بلغ تعداد سكانها 837 نسمة حسب التعداد السكاني لعام 2004.